# Selva Lostwood
La selva Lostwood es un área silvestre situada en los Estados Unidos, en el estado de Dakota del Norte. Creada por una ley del Congreso en 1975, el sitio ocupa una superficie de 5577 hectáreas (22,56 km²). Se encuentra dentro del Refugio Nacional de Vida Silvestre de Lostwood.
Es conocida por ser una selva con numerosos lagos y praderas de hierba mixta. Áreas silvestres de los Estados Unidos no permiten vehículos motorizados y mecanizados, incluidas las bicicletas. A pesar de que el camping y la pesca suelen permitirse con un permiso adecuado, no hay carreteras o edificios en el sitio y tampoco hay tala de árboles o una empresa minería, en cumplimiento de la Ley de Áreas Silvestres de 1964. Las áreas silvestres en los bosques nacionales y la Oficina de Manejo de Tierras áreas si permiten la caza en temporada.
La selva se encuentra protegida por el Servicio de Pesca y Vida Silvestre de los Estados Unidos.